# Quartet (Computerspiel)
Quartet (jap. カルテット, Karutetto) ist ein Jump-’n’-Run-Computerspiel, das 1986 von Sega zunächst als Arcade-Automat veröffentlicht wurde. Quartett ermöglicht es, ein bis vier Spielern, eine Reihe von Charakteren durch eine Basis zu führen, die von einer Armee von Robotern übernommen wurde. Die Spieler kontrollieren einen von vier unterschiedlichen Charakteren und müssen diese über eine durch eine Reihe von seitwärts scrollenden Leveln führen – darunter Joe (gelb), Mary (rot), Lee (blau) oder Edgar (grün). Das Ziel des Spiels ist es, durch das jeweilige Level zu kommen, die darin befindenden Gegner zu bekämpfen, die aus Portalen in den Wänden kommen, und schließlich einen Chef zu besiegen, welcher den Türschlüssel trägt, mit dem die „Ausgangstür“ für das Level geöffnet wird.
Das Spiel wurde für das Master System, Commodore 64, Amstrad CPC und ZX Spectrum portiert.